# Almuradiel
Almuradiel ist eine spanische Gemeinde (Municipio) mit 752 Einwohnern (Stand: 2024) in der Provinz Ciudad Real in der autonomen Gemeinschaft Kastilien-La Mancha. Neben dem Hauptort Almuradiel gehört die Ortschaft Venta de Cárdenas zur Gemeinde.

## Geografie
Almuradiel liegt etwa 75 Kilometer südsüdöstlich von Ciudad Real in einer Höhe von ca. 810 m. Durch die Gemeinde führt die Autovía A-4.
Kalte Winter und heiße Sommer mit wenig Niederschlag sind charakteristisch für das mediterran-kontinentale Klima.

## Bevölkerungsentwicklung
| Jahr      | 1970 | 1981 | 1991 | 2001 | 2011 | 2021 |
| Einwohner | 1051 | 880  | 852  | 1057 | 891  | 758  |

## Kulturelles Erbe

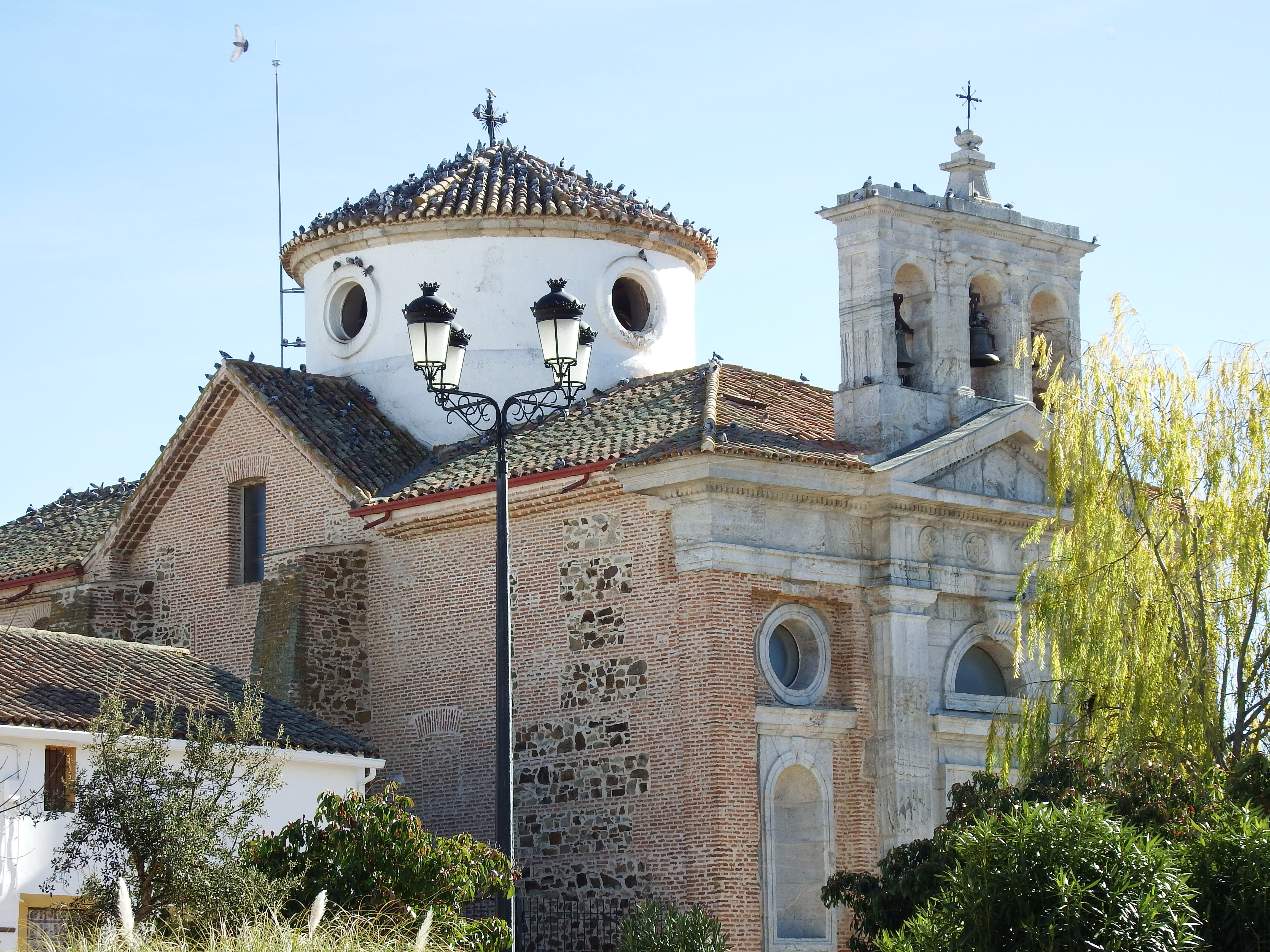
Kirche der Unbefleckten Empfängnis
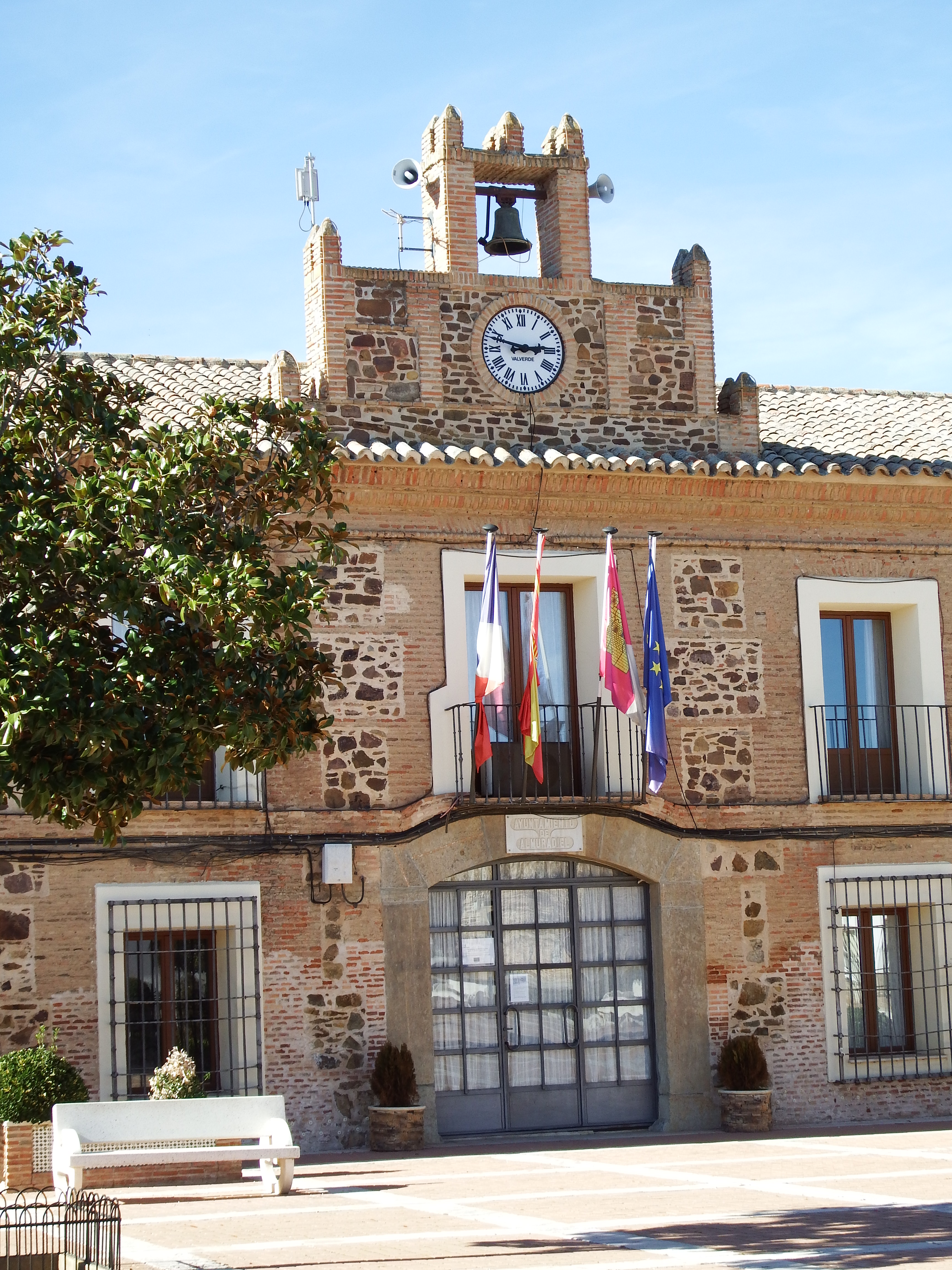
Rathaus

- Kirche der Unbefleckten Empfängnis
- Rathaus